# TORCS
TORCS (The Open Racing Car Simulator) est un jeu vidéo libre de course automobile en trois dimensions pour ordinateur.
La version 1.3 apporte des améliorations en termes de sons et de décor et offre un éditeur de circuits. Un successeur, nommé Speed Dreams, propose des graphismes améliorés et des nouvelles voitures, comme l'Audi R8.

## Système de jeu

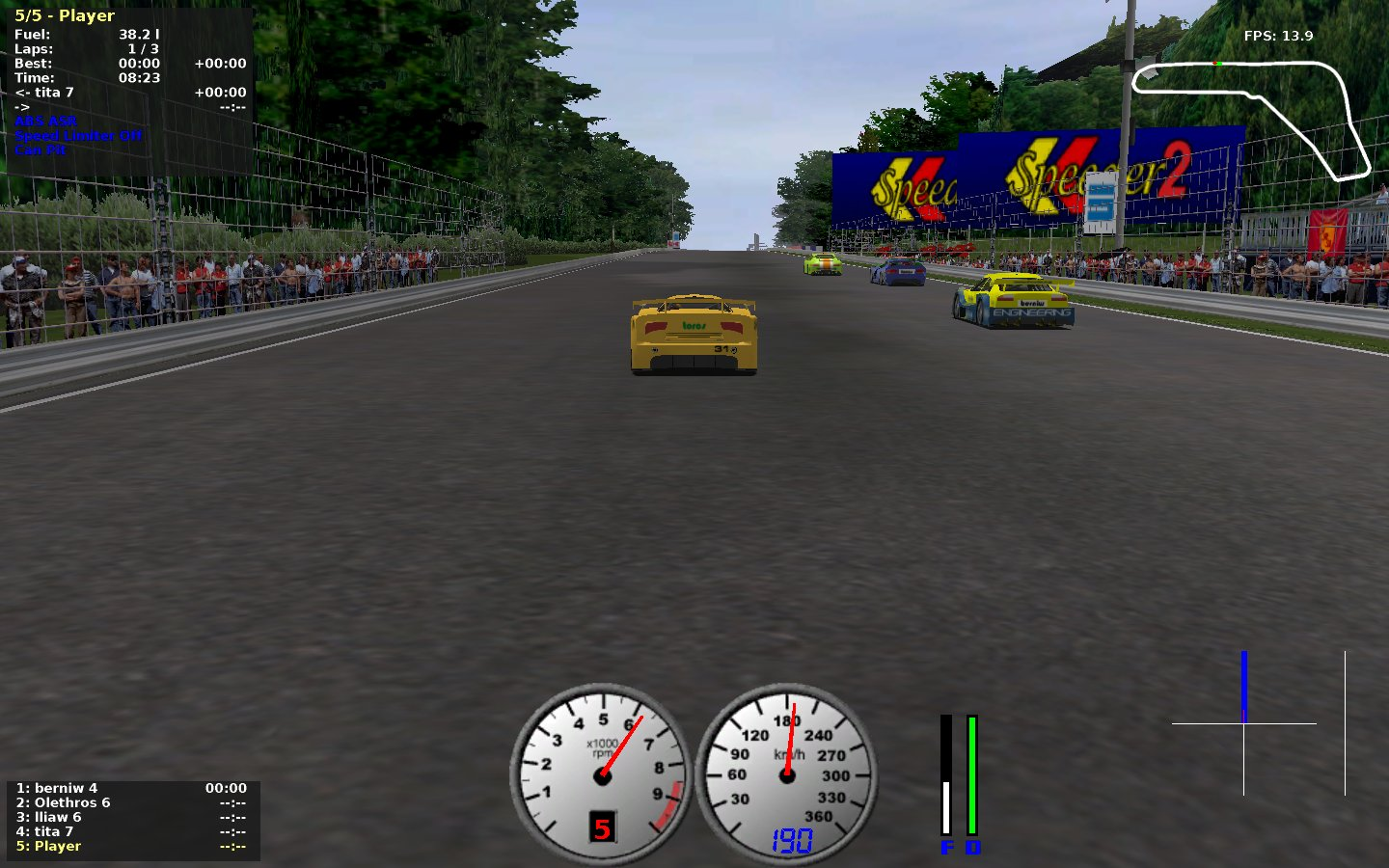
Capture d'écran du jeu.